# BMC (Turcia)

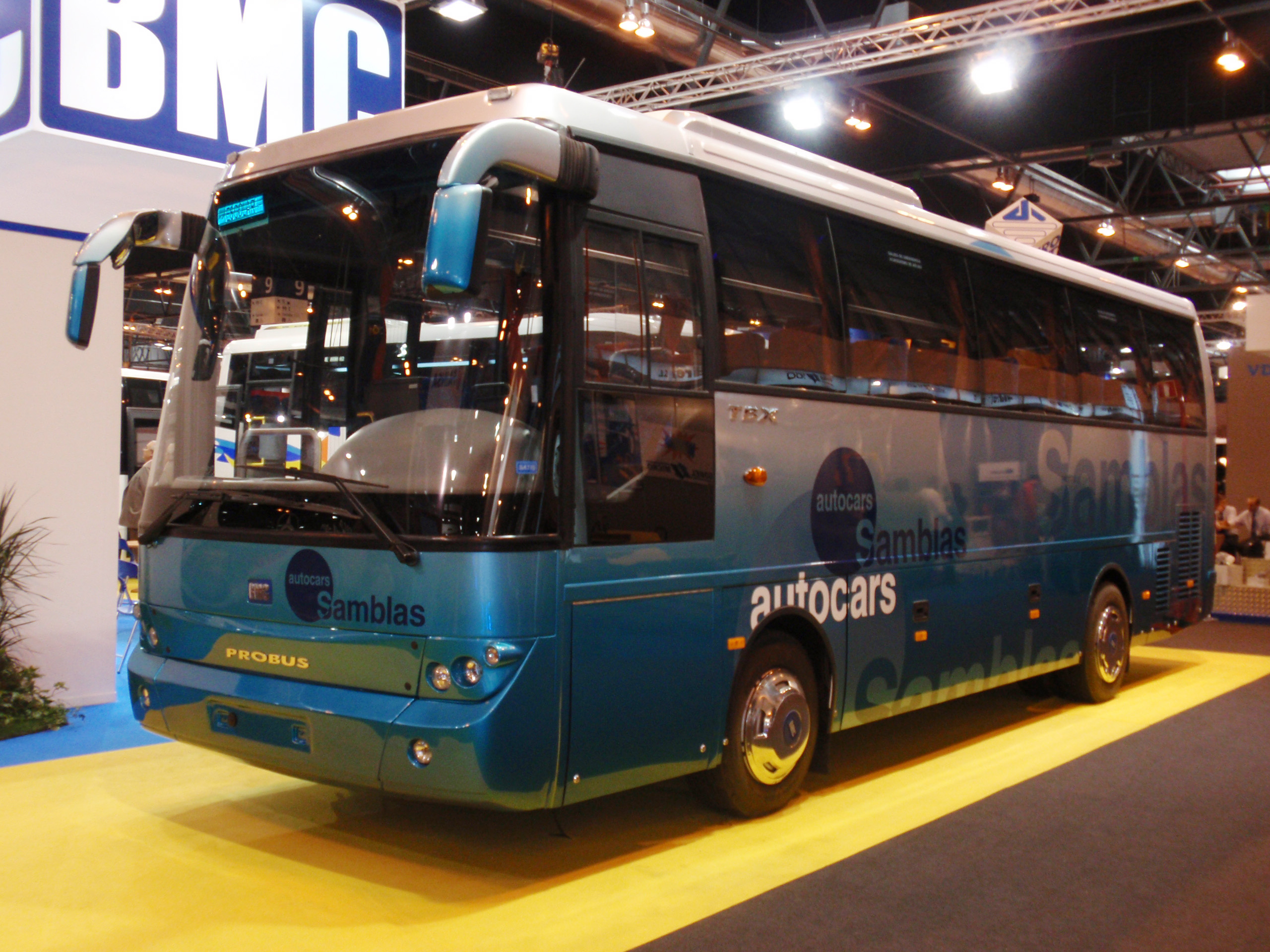
BMC Probus la FIAA (International Bus and Coach Fair 2008) în Madrid

BMC (pronunția în turcă pronunție în turcă [beː meː ˈdʒeː]) este unul dintre cei mai mari producători de vehicule comerciale din Turcia. Produsele sale includ autobuze, camioane și vehicule militare.
Compania a fost fondată în 1964 în parteneriat cu British Motor Corporation din Marea Britanie. Acesta a fost preluată de Çukurova Holding din Turcia în 1989 și confiscat de TMSF al guvernului turc în 2013.
BMC a fost supusă unei licitații finale către ES Mali Yatırım ve Danismanlik, al cărui proprietar Ethem Sancak și-a confirmat interesul de a construi o afacere de apărare și că a fost în discuții cu guvernul Qatarez cu privire la posibila investiție în BMC.

## Legături externe
- Official Website